# Phlegra tillyae
Phlegra tillyae är en spindelart som beskrevs av Prószynski 1998. Phlegra tillyae ingår i släktet Phlegra och familjen hoppspindlar. Inga underarter finns listade i Catalogue of Life.